# Weseker standerdmolen
De Weseker standerdmolen is een in 1848 in Krippehna bij Eilenburg gebouwde standerdmolen, die nu staat in Duitsland in de plaats Weseke bij Borken van Kreis Borken. De molen staat aan de Eschwiese, naast de toegang naar de Quellengrundpark. De molen heeft een maalkoppel met 16der (140 cm doorsnede) kunststenen.
De molen komt oorspronkelijk uit de deelstaat Sachsen, waar de molen dienstdeed tot 1948. In 1997 werd de molen afgebroken en naar een boerderij in Paunzhausen bij Pfaffenhofen in Beieren gebracht. De molenonderdelen zijn voor 15.000 euro aangekocht en in 2009 werden deze naar Weseke vervoert, waar de Weseker Mühlenverein (molenvereniging) de molen vanaf 2012 weer heeft opgebouwd. De molen bestaat voor 40% uit de oorspronkelijke houten delen. De steenlijsten zijn polymeerchemisch over de volle lengte hersteld, waarbij de buitenkanten nog uit het oude hout bestaan.
De voet met de standerd is nog origineel. De kast is met nieuwe larixplanken bekleed. Het dak is bekleed met zesduizend eikenhouten schaliën.
De houten bovenas heeft een gietijzeren insteekkop en een insteekpen. Het nieuwe bovenwiel heeft een doorsnede van 3,80 m.
Het gevlucht is 18,71 m. De gelaste, deelbare, verzinkte roeden zijn gemaakt door de firma Vaags en hebben de nummers 304, 305, 306 en 307.
Er kan alleen met de hand geluid (gehesen) worden.
Op 15 maart 2014 is de molen officieel ingewijd en sindsdien draait de molen weer. De bouw en restauratie hebben ongeveer 210.000 euro gekost.

## Overbrengingen
De overbrengingsverhouding is 1 : 4,36.
- Het bovenwiel heeft 48 kammen.
- Het steenrondsel heeft 11 staven.

## Fotogalerij

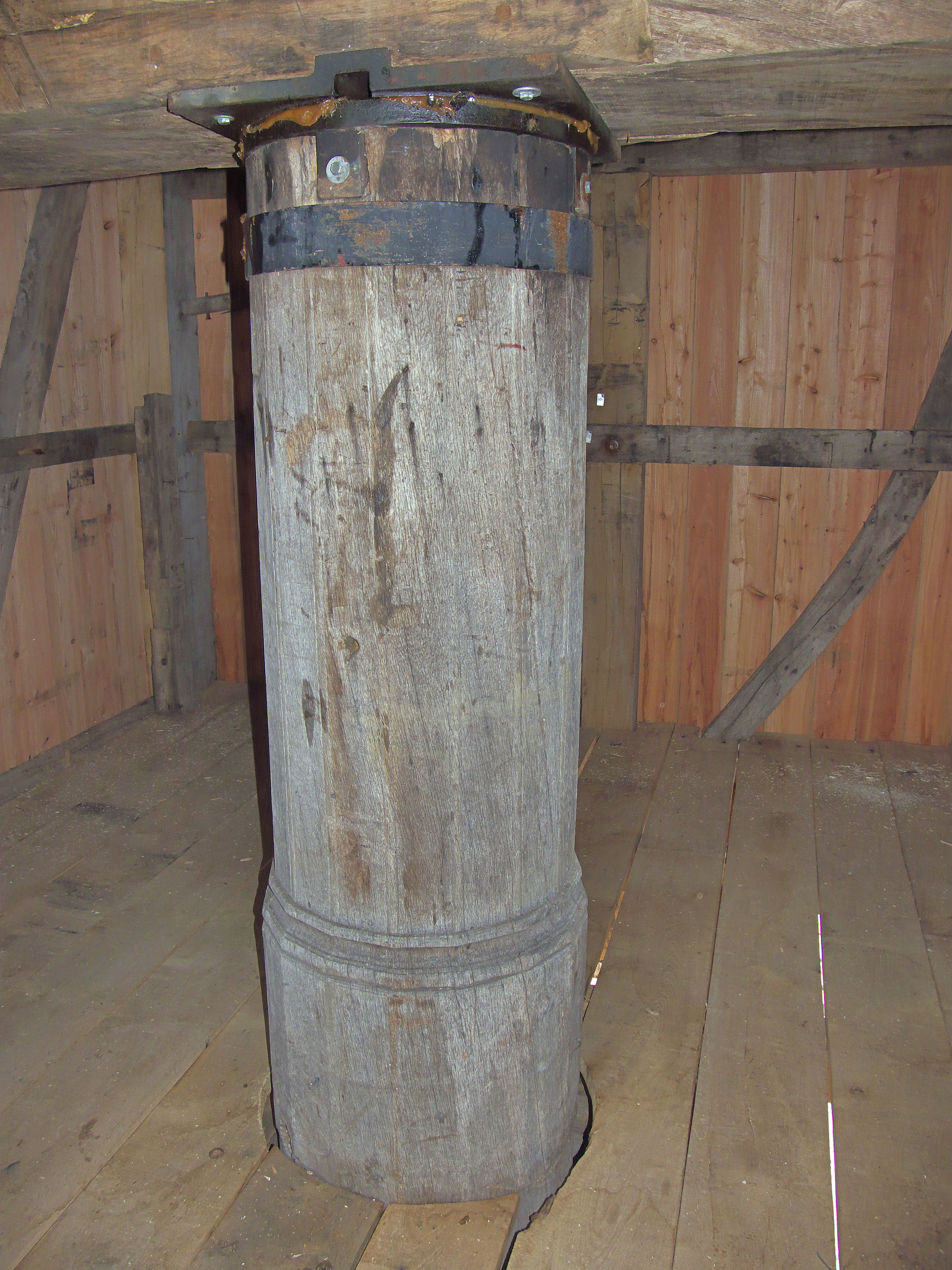
Standerd
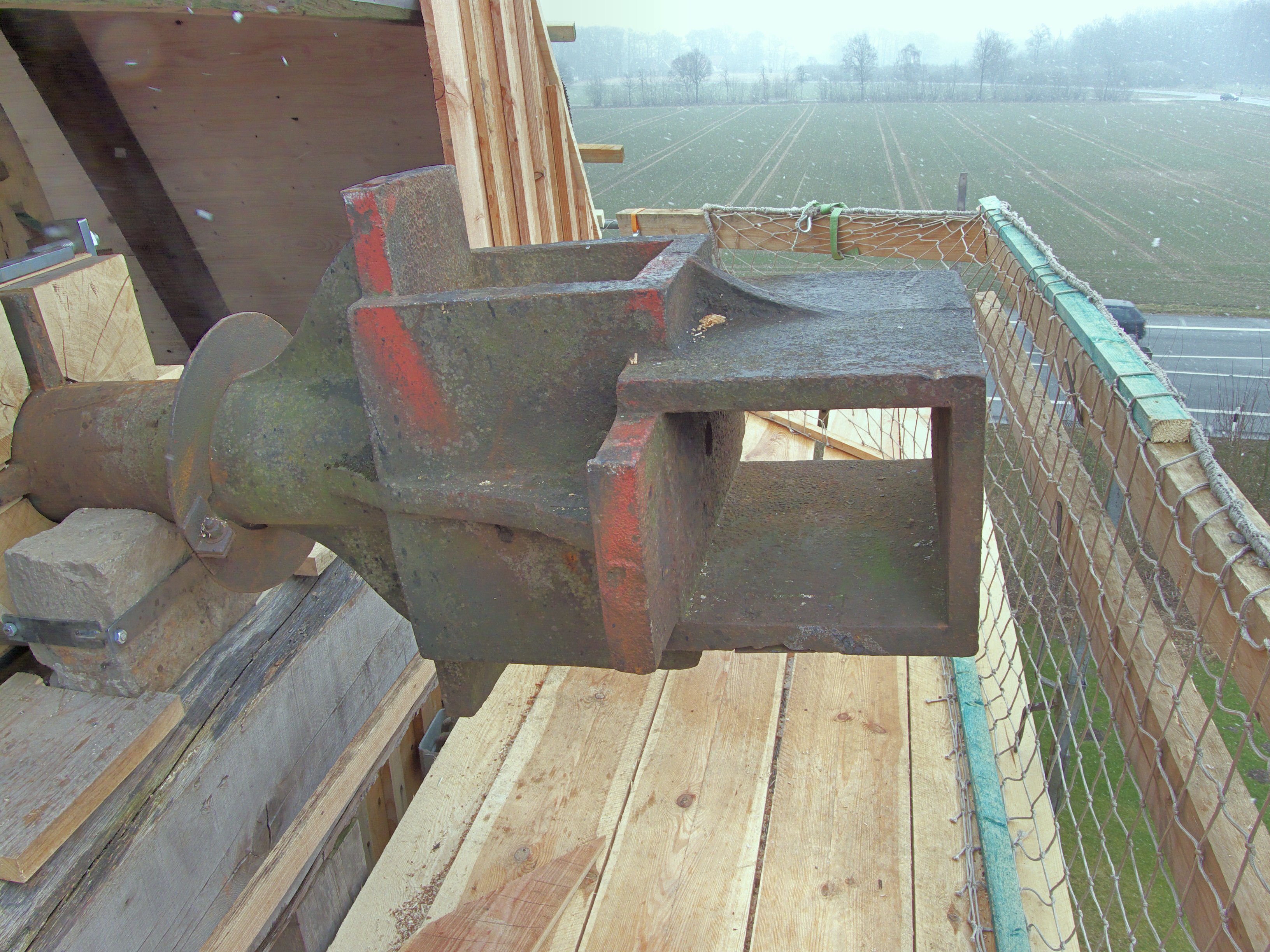
Insteekkop
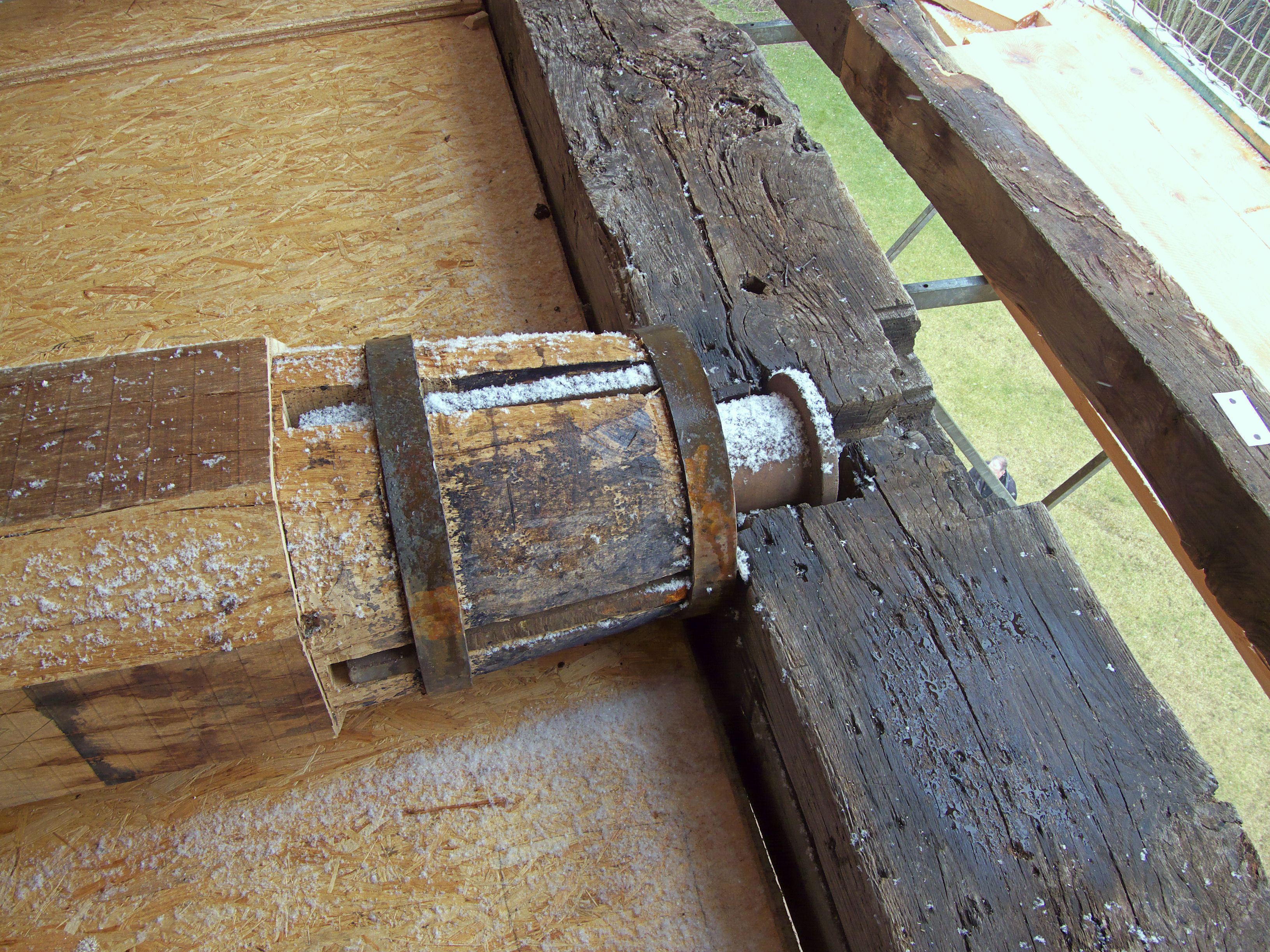
Insteekpen
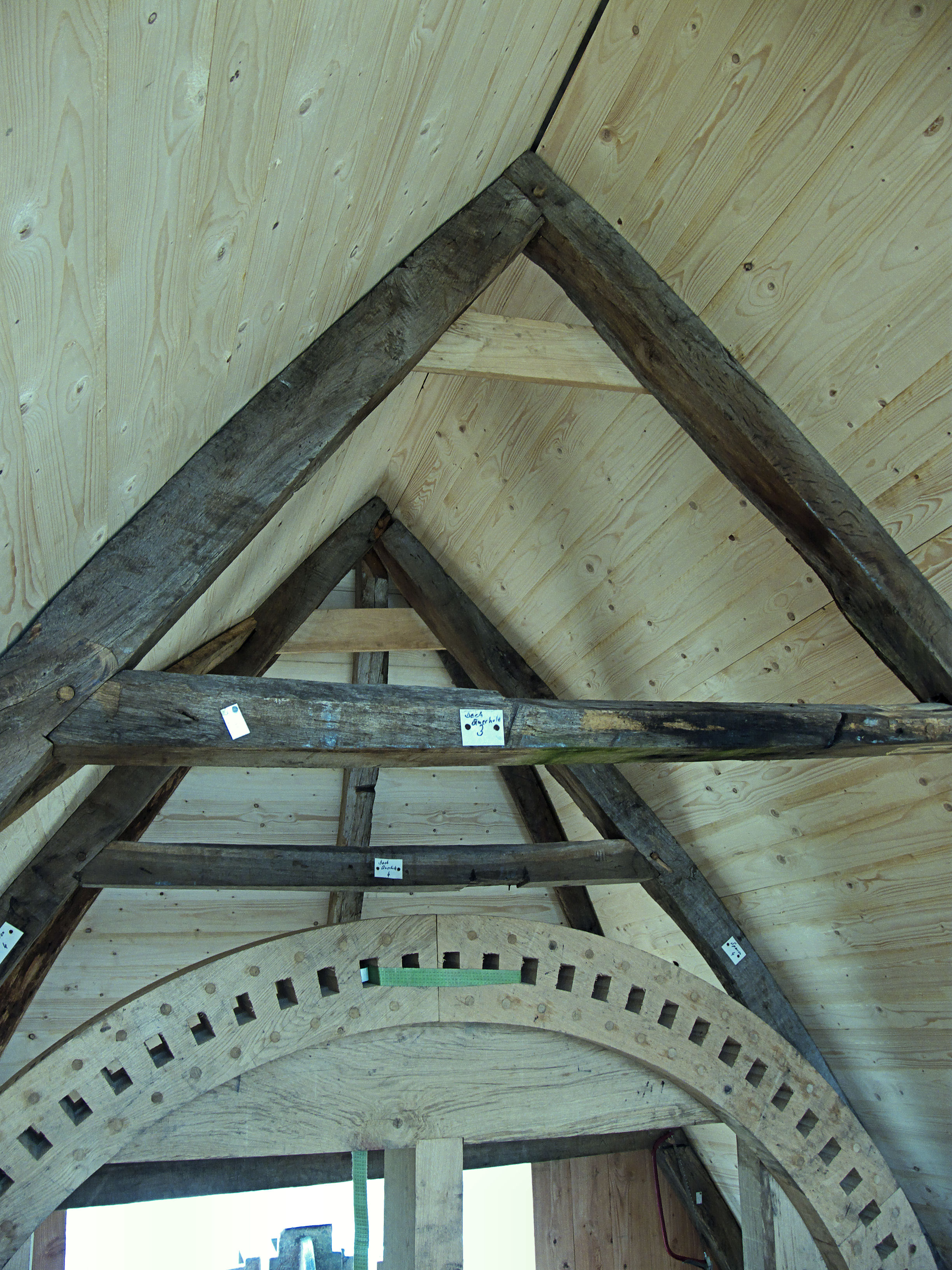
Kap
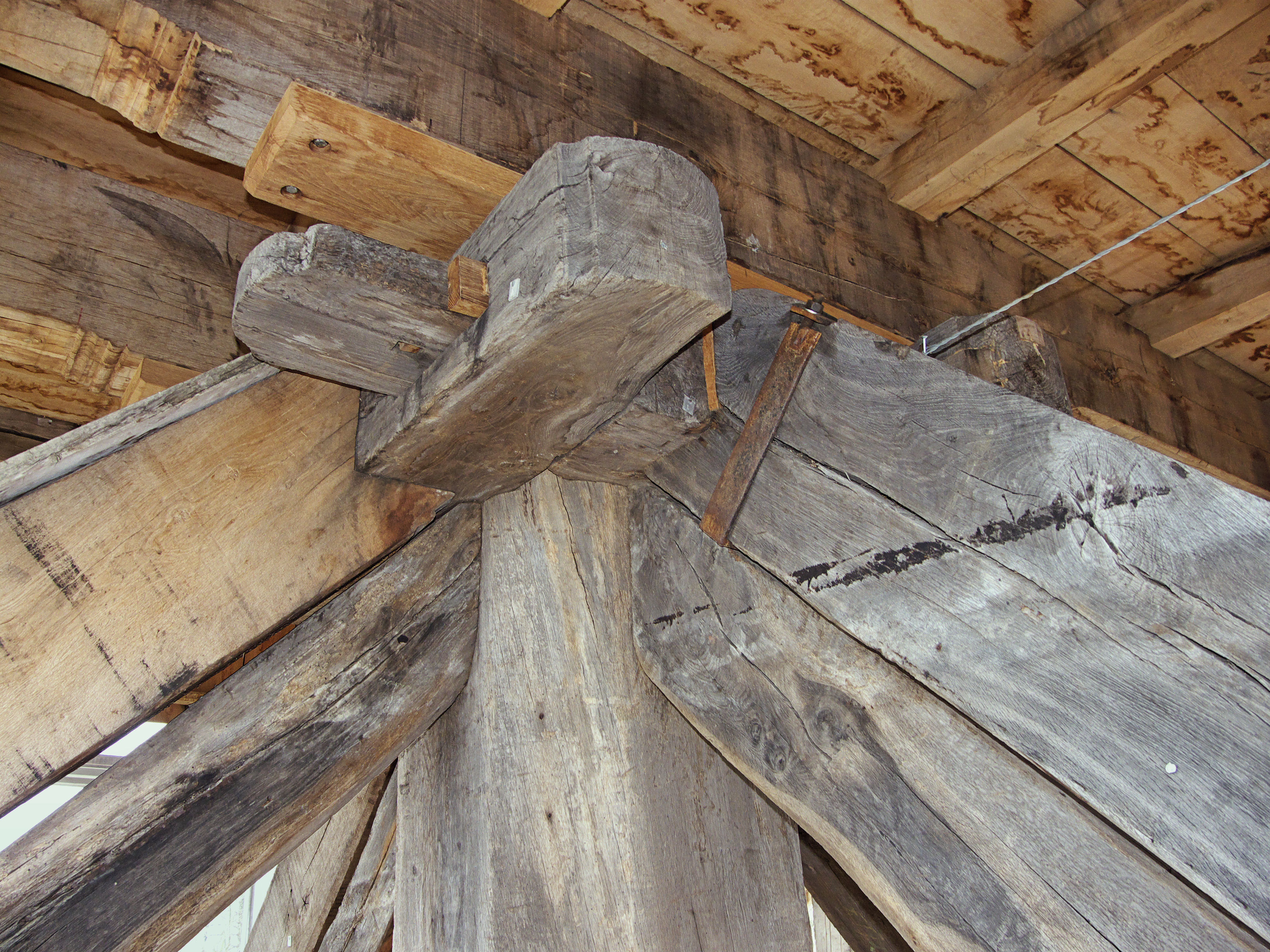
Zetel met slekken